# Marian Szlapański
Marian Szlapański ps. Orzeł (ur. 5 marca 1926 w Żółkwi, zm. 6 lutego 2022 w Raciborzu) – major Wojska Polskiego, żołnierz Okręgu Lwowskiego Armii Krajowej „Warta”.

## Życiorys
Urodził się 5 marca 1926 roku na terenach dzisiejszej Ukrainy, w miejscowości Żółkiew, w obwodzie lwowskim jako syn Wilhelma i Magdaleny z domu Grech. W wieku 17 lat wstąpił do Armii Krajowej i przyjął pseudonim „Orzeł”.

### Działalność w Armii Krajowej
Żołnierz Okręgu Lwowskiego Armii Krajowej Zgrupowania „Warta”, którym dowodził pułkownik Franciszek „Topór” Rekucki. Szlak bojowy rozpoczął w 1. Oddziale Leśnym Partyzanckim 19. Pułku Piechoty pod komendą Onufrego „Popiela” Kuźniara, następnie służył w 4. kompanii 19 Pułku Armii Krajowej pod rozkazami porucznika Juliana „Godziemby” Bistronia. W lipcu 1944 roku został awansowany na stopień kaprala. Jego macierzysty 19 Pułk AK 22 maja 1944 roku stoczył krwawą bitwę z Ukraińską Powstańczą Armią o Narol. Po rozpoczęciu Akcji „Burza” uczestniczył w działaniach przeciwko Niemcom w rejonie Bełżca i Tomaszowa Lubelskiego. Po upadku Akcji, kiedy to ochraniał wsie polskie przed UPA, przyczyniając się do ocalenia tysięcy bezbronnych mieszkańców wschodnich rubieży Rzeczypospolitej przed rzezią. Jego oddział prowadził regularne starcia z wojskami sowieckimi.

### Okres powojenny
Po wojnie postanowił się nie ujawniać. Wyjechał do Gdańska. Tu ukończył Liceum Administracyjne i uzyskał świadectwo dojrzałości. Ze względu na swoje zdecydowane przekonania polityczne i nieukrywaną niechęć do ustroju komunistycznego, nie mogąc uzyskać mieszkania, przyjechał w 1951 roku do Głubczyc, gdzie podjął pracę w przedsiębiorstwie budowlanym. W 1952 roku zawarł związek małżeński z Marią z domu Rogozińska, którą poznał jeszcze w Żółkwi na tajnych kompletach. Wkrótce na świat przyszły dzieci państwa Szlapańskich: Krzysztof, Janusz, Aleksandra i Barbara.
Po przejściu na emeryturę w 1991 r. postanowił ujawnić swoją wojenną przeszłość i zaangażować się w przywrócenie Armii Krajowej i żołnierzom Polskiego Państwa Podziemnego należnego im etosu. Był jednym z inicjatorów założenia Światowego Związku Żołnierzy Armii Krajowej w Raciborzu – w latach 1990–2006 pełnił funkcję Przewodniczącego Komisji Rewizyjnej, a od roku 2006 nieprzerwanie jest prezesem organizacji.
W 2000 roku decyzją Prezydenta Rzeczypospolitej Polskiej awansowany na stopień podporucznika, a osiem lat później decyzją ministra obrony narodowej został porucznikiem. 17 sierpnia 2018 r. otrzymał nominację na stopień kapitana, natomiast w listopadzie 2021 r. na stopień majora. Decyzją Prezydenta RP Andrzeja Dudy odznaczony pośmiertnie Krzyżem Kawalerskim Orderu Odrodzenia Polski.

### Inna działalność
W lutym 1952 r. został inspektorem upowszechniania w raciborskim oddziale PKO, do jego obowiązków należało zadanie przekonania doświadczonych koszmarem wojny ludzi do lokowania oszczędności na książeczkach bankowych. W 1954 roku otrzymał awans na stanowisko kierownika w pierwszym w województwie opolskim oddziale PKO w Raciborzu. Po pracy wspólnie z mieszkańcami powojennego Raciborza w ramach czynu społecznego podnosił z ruin zniszczone miasto. W 1956 roku został zwolniony z pracy z powodu odmowy wstąpienia do PZPR. W tym samym roku został przywrócony na uprzednio zajmowane stanowisko mimo konsekwentnego odmawiania przyjęcia legitymacji partyjnej. W latach 1957–1978 pełnił funkcję dyrektora oddziału PKO w Raciborzu, jednocześnie szkoląc kadry dla placówek powstających w ościennych miastach. W latach 1978–1991 był zastępcą dyrektora oddziału Narodowego Banku Polskiego w Raciborzu.

## Ordery i odznaczenia
- Krzyż Kawalerski Orderu Odrodzenia Polski (pośmiertnie, 2022)[7][8].
- Srebrny Krzyż Zasługi
- Krzyż Armii Krajowej
- Krzyż Wolności i Niepodległości Polski
- Krzyż Partyzancki
- Medal Pro Memoria
- Medal Weterana Walk o Wolność i Niepodległość Ojczyzny
- Odznaka „Akcji Burza”